# Tomás Sánchez (peintre)
Pour les articles homonymes, voir Sánchez et Tomás Sánchez (homonymie).
Tomás Sánchez Requeiro, né le 22 mai 1948 à Aguada de Pasajeros, dans la province de Cienfuegos, est un peintre et graveur cubain.
Plusieurs de ses œuvres, dont La otra orilla (1985), se trouvent au Musée national des beaux-arts de Cuba.

## Biographie
En mai 2021, Tomás Sánchez, avec plusieurs autres artistes cubains dont Sandra Ceballos et Tania Bruguera, demande le retrait de ses œuvres du Musée national des Beaux-Arts en soutien à l'artiste Luis Manuel Otero Alcántara, leader du Mouvement San Isidro,  « séquestré et maintenu sans communication par la sécurité de l'État » depuis le 2 mai. Le Musée national des Beaux-Arts rejette cette demande qui n'est pas, selon son communiqué, en accord avec l'intérêt du public.